# Earl Klugh
Earl Klugh (Detroit, 16 settembre 1953) è un chitarrista e compositore statunitense, di jazz e fusion.

## Biografia
All'età di sei anni, Klugh inizia a studiare il pianoforte, per poi passare alla chitarra all'età di dieci anni. A tredici anni, Klugh rimane affascinato dalla chitarra di Chet Atkins quando quest'ultimo fece un'apparizione al Perry Como Show. Klugh fu ospite in diversi album di Atkins. Atkins a sua volta si unì a Earl nel suo album Magic In Your Eyes. Klugh è anche apparso con Atkins in diversi programmi televisivi, tra cui Hee Haw e uno speciale televisivo del 1994 intitolato "Read my Licks". Klugh è stato influenzato anche da Bob James, Ray Parker Jr, Wes Montgomery e Laurindo Almeida. Il suo suono è una miscela di influenze jazz, pop e rhythm and blues.
La prima registrazione di Klugh, all'età di quindici anni, è stata sulla Suite 16 di Yusef Lateef. Ha suonato sull'album White Rabbit di George Benson e due anni dopo, nel 1973, si è unito alla sua band in tournée.
Ha composto oltre 250 canzoni e ha pubblicato più di 40 dischi, 18 dei quali sono entrati nella Top-200 di Billboard, 24 sono entrati nella Top-10 di Billboard degli album jazz e 6 album hanno raggiunto il primo posto. Le registrazioni di Klugh hanno ricevuto 13 nomination ai GRAMMY (inclusa una per il suo ultimo disco, HandPicked) - e la sua collaborazione con il pianista Bob James, One on One, si è aggiudicata il GRAMMY Award 1980 per il miglior album strumentale pop.
Con The Spice of Life del 2008, Klugh si è guadagnato la dodicesima nomination ai Grammy della sua carriera, la seconda per l'etichetta indipendente Koch.
Come compositore e autore di canzoni, Klugh è presente in una vasta gamma di registrazioni di artisti come Aretha Franklin, Jamie Foxx, Roberta Flack, Mary J. Blige, Kenny Loggins, Al Jarreau, Toni Braxton e molti altri. È stato ospite di musicisti come Jimmy Buffett, Vince Gill, Chet Atkins, Stevie Wonder, Loggins, Brenda Russell, Miles Davis, McCoy Tyner e altri ancora.
Ogni primavera, Klugh ospita un evento chiamato Weekend of Jazz, con musicisti jazz al Broadmoor Hotel & Resort di Colorado Springs. All'evento annuale si sono esibiti grandi nomi del jazz come Burt Bacharach, George Benson, David Sanborn, Lee Ritenour, Ramsey Lewis, Patti Austin, Chuck Mangione, Bob James, Joe Sample, Chris Botti, Roberta Flack, Spyro Gyra, Jeffrey Osborne, Chuck Loeb, David Benoit e Arturo Sandoval. Nel novembre 2010, Klugh ha portato il "Weekend of Jazz" al Kiawah Island Golf Resort nella Carolina del Sud.

## Discografia

### Album studio
- Earl Klugh (1976)
- Living inside Your Love (1976)
- Finger Paintings (1977)
- Magic in Your Eyes (1978)
- Heart String (1979)
- Dream Come True (1980)[1]
- Late Night Guitar (1980)
- Crazy for You (1981)
- Low Ride (1983)
- Wishful Thinking (1984)
- Nightsongs (1985)[1]
- Soda Fountain Shuffle (1985)
- Life Stories (1986)
- Whispers and Promises (1989)[1]
- Midnight in San Juan (1991)
- Move (1994)
- Sudden Burst of Energy (1996)
- The Journey (1997)
- Peculiar Situation (1999)
- Naked Guitar (2005)[1]
- The Spice of Life (2008)[1]
- HandPicked (2013)[1]

### Con l'Earl Klugh Trio
- The Earl Klugh Trio, Vol. 1 (1991)
- Sounds and Visions, Vol. 2 (1993)

### Album in duetto
- One on One (1979) con Bob James - Grammy Award al miglior album pop strumentale
- Two of Kind (1982) con Bob James
- Hotel California/Super Guitar Duo (1983) con Hiroki Miyano
- Collaboration (1987) con George Benson
- Cool (1992) con Bob James

L'artista ha prodotto anche tre album di colonne sonore, due dei quali con Patrick Williams e diverse raccolte discografiche.